# 94-й гвардейский миномётный полк
94-й гвардейский миномётный Новгород-Северский Краснознамённый орденов Суворова, Кутузова, Богдана Хмельницкого и Александра Невского полк — воинская часть сухопутных сил РККА в Великой Отечественной войне.

## История
Сформирован в Москве, в августе 1942 года как 94-й гвардейский миномётный полк. В его состав вошли 37, 46 и 367-й отдельные гвардейские миномётные дивизионы, имевшие на вооружении реактивные системы М-13 (два дивизиона) и М-8 (один дивизион).
В действующей армии: с 23.8.1942 по 9.5.1945. После сформирования полк был направлен на Сталинградский фронт и 26 августа 1942 года в районе Нижне-Гниловская одним дивизионом произвёл первый залп по немецко-фашистским войскам. С сентября 1942 года по январь 1943 года в составе войск Сталинградского (с 28 сентября Донского) фронта участвовал в битве под Сталинградом.
За образцовое выполнение заданий командования в боях с немецко-фашистскими захватчиками был награждён орденом Красного Знамени (15 марта 1943 года).
С 1 февраля 1943 года полк поддерживал наступление соединений 65-й Армии Донского, с 15 февраля Центрального (с 20 октября Белорусского) фронтов.
В Орловской наступательной операции 1943 года участвовал в освобождении г. Дмитровск-Орловский (12 августа), а в Черниговской наступательной операции — в боях за овладение гг. Севск (27 августа) и Новгород-Северский (16 сентября). Верховным Главнокомандующим 31 августа 1943 г. полку объявлена благодарность.
За боевые отличия при форсировании р. Десна и участие в освобождении г. Новгород-Северский был удостоен почётного наименования Новгород-Северского (16 сентября 1943 года). Войскам, форсировавшим р. Десна и участвовавшим в освобождении Новгород-Северского, приказом ВГК от 16 сентября 1943 г. объявлена благодарность и в Москве дан салют 12 артиллерийскими залпами из 124 орудий.
В конце сентября полк во взаимодействии с другими артиллерийскими и миномётными частями поддерживал наступающие соединения армии при форсировании ими с ходу р. Сож севернее г. Лоев, 15 октября — р. Днепр в районе Радуль.
В феврале 1944 года мощными залпами поддерживал войска ЗА 1-го Белорусского фронта при освобождении г. Рогачёв. Полку объявлена благодарность приказом ВГК.
В июне в составе 3-й Армии участвовал в прорыве сильно укреплённой обороны противника на бобруйском направлении.
В июле — августе в составе 47А принимал участие в Люблин-Брестской наступательной операции, в ходе которой поддерживал войска армии при освобождении г. Седльце (31 июня). Полку и другим войскам, участвовавшим в боях за освобождение г. Седльце и других городов, приказом ВГК от 31 июля 1944 года объявлена благодарность и в Москве дан салют 20 артиллерийскими залпами из 224 орудий.
В сентябре 1944 года полк участвовал в боях за овладение крепостью Прага (предместье Варшавы).
За образцовое выполнение боевых задач при овладении этой крепостью и проявленные личным составом доблесть и мужество полк был награждён орденом Александра Невского (31 октября 1944 года).
С большим воинским мастерством и отвагой действовали воины полка в составе 5-й ударной армии 1-го Белорусского фронта в Варшавско-Познанской наступательной операции и в боях по удержанию и расширению плацдарма на р. Одер (Одра) в районе Кинитц.
За боевые отличия полк был награждён орденом Кутузова 3-й степени (19 февраля).
За доблесть и мужество был награждён орденом Суворова 3-й степени (5 апреля 1945 года).
В Берлинской наступательной операции его воины успешно поддерживали соединения 1 гв. ТА при разгроме противника на Зеловских высотах и в боях за Берлин.
Боевой путь полк завершил в столице фашистской Германии в районе Шарлоттенбурга.
За образцовое выполнение заданий командования при овладении Берлином награждён орденом Богдана Хмельницкого 2-й степени (11 июня 1945).
В ходе войны за отвагу и мужество, проявленные в боях с немецко-фашистскими захватчиками, около 1300 воинов полка были награждены орденами и медалями.

## Состав
Гвардейский миномётный полк (ГМП) артиллерии Резерва Верховного Главного Командования (РВГК) по штату состоял из трёх дивизионов трёхбатарейного состава. Каждая батарея имела четыре боевые машины.
- 37-й отдельный гвардейский миномётный Краснознамённый дивизион
- 46-й отдельный гвардейский миномётный Краснознамённый дивизион
- 367-й отдельный гвардейский миномётный Краснознамённый дивизион

С 28 июля 1944 года:
- 1-й гвардейский миномётный дивизион
- 2-й гвардейский миномётный дивизион
- 3-й гвардейский миномётный дивизион

## Подчинение
В составе: Донского фронта, Сталинградского фронта, 1-го Белорусского фронта.

## Командиры
Полком командовали:
- гв. подполковник Фома Фомич Терешенок (август — декабрь 1942 года)[10];
- гв. майор, с 2.1943 г. — гв. подполковник, с 10.1943 г. — гв. полковник Коваленко Николай Иванович (декабрь 1942 года — апрель 1944 года)[11];
- гв. майор, с 9.1944 г. — гв. подполковник Николай Николаевич Пальгов (апрель 1944 года — ноябрь 1946 года)[12];
- гв. полковник Небоженко, Тихон Никитович  (ноябрь 1946 года — декабрь 1949 года)[13];

Начальники штаба:
- майор Коваленко Николай Иванович (до 12.1942, затем ком-р полка), майор Козлов Анатолий Сергеевич (с 12.1942, затем — ст. пом. нач. арт. по ГМЧ Земландской группы войск), капитан / майор Жарков Е. С.(1944 — 1.1945, с 3.1945 — замком полка), Герой Советского Союза (24.03.1945) майор Фаготов Владимир Иванович (с 3.1945), майор Литвинов Аркадий Андреевич (с 4.1945);

Командиры дивизионов:
- 37-й огмд / 1 (М-8) — майор Шаповалов Александр Трофимович (с 26.05.1942, затем ком-р 56 ГМП), капитан Жарков Евгений Степанович (1943, в 1944 — НШ полка), ст. л-т Колчин Герман Константинович (в 1944, в 4.1945 — ком-р 2-го д-на 19 ГМП), капитан Лебедев Иван Фёдорович (1945);
- 46-й огмд / 2 — майор Козлов Анатолий Сергеевич (с 2.1942, с 1.1943 — НШ полка), Герой Советского Союза (24.03.1945) капитан / майор Фаготов Владимир Иванович (с 3.1945 — НШ полка), майор Веретельников Юрий Демьянович (1945, в 1.1945 — ком-р 1-го д-на);
- 367-й огмд / 3 — майор Комар Александр Матвеевич (с 2.1942, в 1944 — замком 94 ГМП), майор Воронин Сергей Васильевич (1943, затем замком 7 ГМП), майор Зайченко Марк Данилович (1945);

## Награды и наименования
| Награда (наименование)                     | Дата                  | За что получена |
| ------------------------------------------ | --------------------- | --- |
| Гвардейский                                | август 1942 года      | При формировании |
| почётное наименование «Новгород-Северский» | 16 сентября 1943 года | За боевые отличия в освобождении г. Новгород-Северский |
| Орден Красного Знамени                     | 15.03.1943            | За боевые заслуги в Сталинградской битве. |
| Орден Богдана Хмельницкого II степени      | 11 июня 1945          | За образцовое выполнение заданий командования при овладении Берлином награждён орденом Богдана Хмельницкого 2-й степени                                                              |
| Орден Суворова III степени                 | 5 апреля 1945 года    | За образцовое выполнение заданий командования в боях с немецкими захватчиками при вторжении в немецкую Померанию и проявленные при этом доблесть и мужество.                         |
| Орден Кутузова III степени                 | 19 февраля 1945       | За образцовое выполнение заданий командования в боях с немецкими захватчиками, за овладение городами Сохачев, Скерневице, Лович и проявленные при этом доблесть и мужество.          |
| Орден Александра Невского                  | 31 октября 1944 года  | За образцовое выполнение боевых задач при овладении крепостью Прага (предместье Варшавы) и проявленные личным составом доблесть и мужество был награждён орденом Александра Невского |

## Память
- Наименование полка высечено на мемориальной плите в сквере Победы в Севастополе.